# بشك أباد (بمبور الغربي)
بشك أباد (بالفارسية: پشک‌آباد) هي منطقة سكنية تقع في إيران في قسم بمبور الغربي الريفي. يقدر عدد سكانها بـ 2,588 نسمة .